# Султан Мухаммад Хандан
Султан Мухаммад Хандан — известный гератский каллиграф XVI века, бывший одним из учеников выдающегося мастера почерка насталик Султана Али Мешхеди.

## Биография
Султан Мухаммад Хандал был выходцем из окрестностей Кабула, но провёл всю свою жизнь в Герате. Он известен как знаменитый учитель каллиграфии. Так, Мустафа Али, автор книги «Мунакиб-и хунарваран» («Дееписание людей таланта»), пишет: «Его ученики достигли совершенства в письме. В частности, из его учеников Яри Ширази, Мухаммад Хусейн Бохарзи и Касим Падишах… были мастерами своего дела».
Султан Мухаммад был весьма жизнерадостным человеком, из-за чего и получил своё прозвище — Хандан (весёлый). Анонимный автор трактата «Райхан насталик» пишет, что Султан Мухаммад при переписке не ставил своё имя. Когда выполненные им рукописи попадали к его учителю Султану Али Мешхеди, тот, шутя говорил, что это — почерк нашего «девона» («сумасшедшего»), и сам вписывал его имя. Такое отношение к Султану Мухаммад Хандану было основано на том, что, по свидетельству Хондемира и других историков того времени, он был не лишён «причудливых» настроений. Алишер Навои, тесно общавшийся с Ханданом на протяжении многих лет, также отмечал, что каллиграф притворялся сумасшедшим.
Султан Мухаммад был приятным собеседником, хорошо разбирался в поэзии, шарадах, увлекался музыкой. По данным Хондемира, Хандан из-за своих причуд не достиг известности ни в одном из этих увлечений.
Каллиграф умер не ранее 1551 года. Он похоронен в Герате, на берегу речки Хан-арык, в местности Вакя, недалеко от могилы Алишера Навои.